# Campionati europei under 18 di atletica leggera 2026
I campionati europei under 18 di atletica leggera 2026 sono la quinta edizione dei campionati europei under 18 di atletica leggera (in inglese European Athletics U18 Championships). Si svolgeranno a Rieti, in Italia, tra il 16 e il 19 luglio. Il programma prevedrà 40 diverse discipline, 20 maschili e 20 femminili. Parteciperanno atleti da tutta Europa nati nel 2009 e nel 2010. 
La competizione in questa sede era inizialmente prevista per il 2020. L'edizione venne prima posticipata e poi annullata a causa della pandemia COVID-19.
Rieti ha inoltre organizzato l'edizione del 2013 dei Campionati europei under 20.
L'edizione precedente si è svolta a Banská Bystrica nel 2024.

## Minimi di partecipazione
Nelle manifestazioni internazionali U18 sono previsti massimo due atleti per nazione per ogni gara.

## Mascotte
Le mascotte dei campionati europei U18 si chiamano Velino e Sabina. A presentarli è stata Chiara Milardi, nella cerimonia del Gala della Studentesca tenutasi alla Chiesa di San Domenico. Le due mascotte erano già state utilizzate nel 2013 per gli europei under 20, organizzati nella stessa sede.

## Risultati

### Uomini
| Specialità | Oro | Prestazione | Argento | Prestazione | Bronzo | Prestazione |
| Corse piane |     |             |         |             |        |             |
| 100 m piani |     |             |         |             |        |             |
| 200 m piani |     |             |         |             |        |             |
| 400 m piani |     |             |         |             |        |             |
| 800 m piani |     |             |         |             |        |             |
| 1 500 m piani |     |             |         |             |        |             |
| 3 000 m piani |     |             |         |             |        |             |
| Marcia 5 000 m |     |             |         |             |        |             |
| Corse a ostacoli |     |             |         |             |        |             |
| 110 m ostacoli (91,4 cm) |     |             |         |             |        |             |
| 400 m ostacoli (84 cm) |     |             |         |             |        |             |
| 2 000 m siepi |     |             |         |             |        |             |
| Salti |     |             |         |             |        |             |
| Salto in alto |     |             |         |             |        |             |
| Salto con l'asta |     |             |         |             |        |             |
| Salto in lungo |     |             |         |             |        |             |
| Salto triplo |     |             |         |             |        |             |
| Lanci |     |             |         |             |        |             |
| Getto del peso (5 kg) |     |             |         |             |        |             |
| Lancio del disco (1,5 kg) |     |             |         |             |        |             |
| Lancio del martello (5 kg) |     |             |         |             |        |             |
| Lancio del giavellotto (700 g) |     |             |         |             |        |             |
| Staffette |     |             |         |             |        |             |
| Staffetta svedese 100 - 200 - 300 - 400 m |     |             |         |             |        |             |
| Prove multiple |     |             |         |             |        |             |
| Decathlon (under 18) |     |             |         |             |        |             |
| miglior prestazione mondiale under 18; miglior prestazione mondiale stagionale under 18; record europeo; miglior prestazione europea stagionale; record europeo under 18; record dei campionati; record nazionale; record nazionale under 18; record personale; record personale stagionale. |     |             |         |             |        |             |

### Donne
| Specialità | Oro | Prestazione | Argento | Prestazione | Bronzo | Prestazione |
| Corse piane |     |             |         |             |        |             |
| 100 m piani |     |             |         |             |        |             |
| 200 m piani |     |             |         |             |        |             |
| 400 m piani |     |             |         |             |        |             |
| 800 m piani |     |             |         |             |        |             |
| 1 500 m piani |     |             |         |             |        |             |
| 3 000 m piani |     |             |         |             |        |             |
| Marcia 5 000 m |     |             |         |             |        |             |
| Corse a ostacoli |     |             |         |             |        |             |
| 100 m ostacoli (76,2 cm) |     |             |         |             |        |             |
| 400 m ostacoli |     |             |         |             |        |             |
| 2 000 m siepi |     |             |         |             |        |             |
| Salti |     |             |         |             |        |             |
| Salto in alto |     |             |         |             |        |             |
| Salto con l'asta |     |             |         |             |        |             |
| Salto in lungo |     |             |         |             |        |             |
| Salto triplo |     |             |         |             |        |             |
| Lanci |     |             |         |             |        |             |
| Getto del peso (3 kg) |     |             |         |             |        |             |
| Lancio del disco |     |             |         |             |        |             |
| Lancio del martello (3 kg) |     |             |         |             |        |             |
| Lancio del giavellotto (500 g) |     |             |         |             |        |             |
| Staffette |     |             |         |             |        |             |
| Staffetta svedese (100 - 200 - 300 - 400 m) |     |             |         |             |        |             |
| Prove multiple |     |             |         |             |        |             |
| Eptathlon (under 18) |     |             |         |             |        |             |
| miglior prestazione mondiale under 18; miglior prestazione mondiale stagionale under 18; record europeo; miglior prestazione europea stagionale; record europeo under 18; record dei campionati; record nazionale; record nazionale under 18; record personale; record personale stagionale. |     |             |         |             |        |             |